# جسر ساساني
جسر ساساني (بالفارسية: پل ساسانی) هو جسر تاريخي يعود إلى عصر ساسانيون، ويقع في مقاطعة دزفول.